# Банк Ботсвани
Банк Ботсвани (англ. Bank of Botswana, сетсвана Banka ya Botswana) — центральний банк Ботсвани, як такий відповідає за підтримання монетарної та фінансової стабільності в Ботсвані.

## Історія
Банк Ботсвани засновано 1 липня 1975 року.